# محمد مصطفی (سیاستمدار)

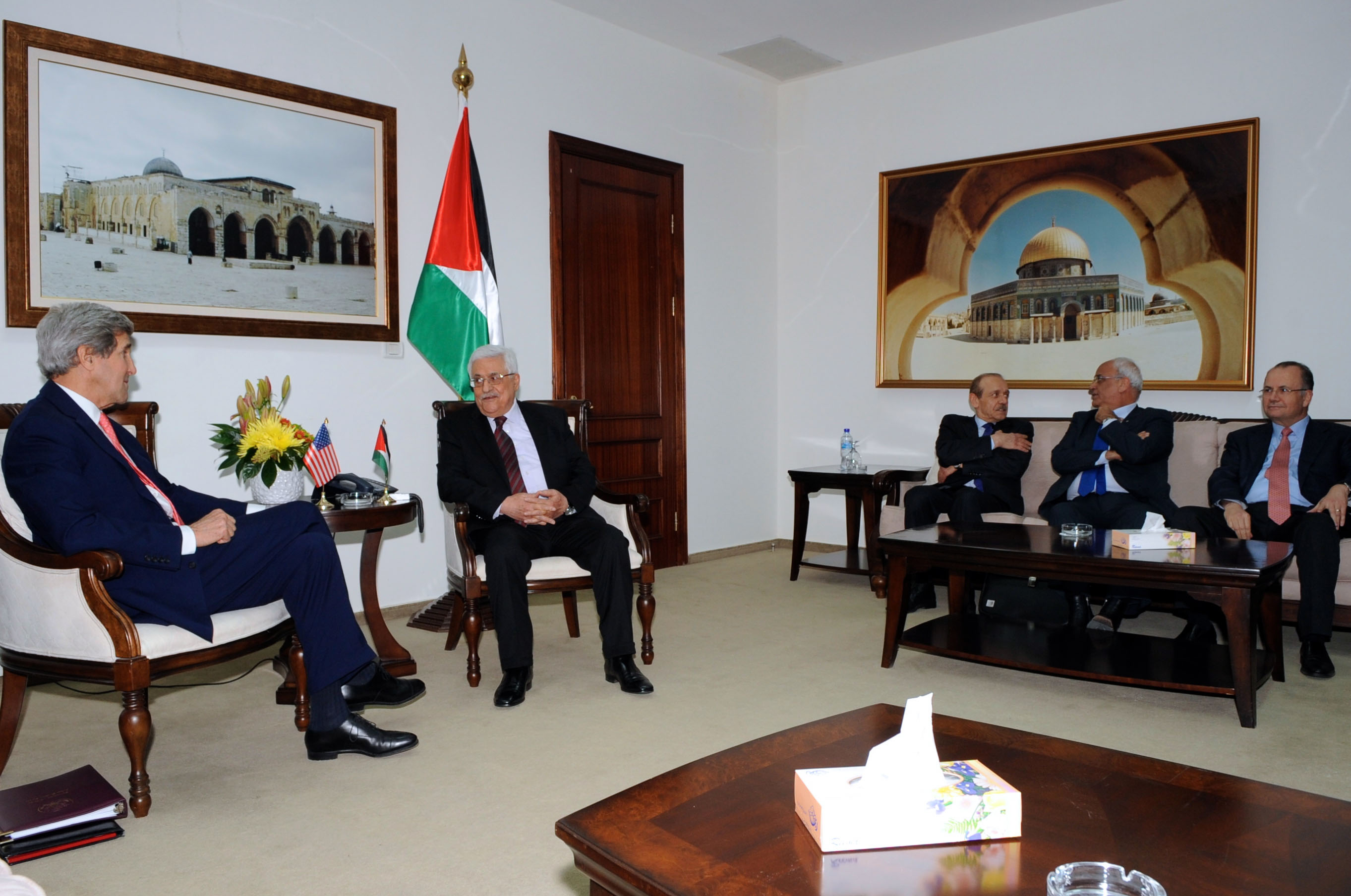
محمد مصطفی همراه با محمود عباس، رئیس تشکیلات خودگردان فلسطین در دیدار با جان کری، وزیر امور خارجه ایالات متحده آمریکا در رام الله، کرانه باختری، ۳ ژانویه ۲۰۱۴ (۱۳ دی ۱۳۹۲).

محمد مصطفی (عربی: محمد عبدالله محمد مصطفی "السفارینی"؛ زاده ۲۶ اوت ۱۹۵۴) اقتصاددان و سیاستمدار فلسطینی است. او نخست‌وزیر کنونی دولت فلسطین و تشکیلات خودگردان فلسطین است. وی پیش از این، به عنوان رئیس هیئت‌مدیره «صندوق سرمایه‌گذاری فلسطین»، مشاور ارشد اقتصادی رئیس‌جمهور محمود عباس و عضو مستقل کمیته اجرایی «سازمان آزادی‌بخش فلسطین» خدمت کرده است. محمد مصطفی در دولت پانزدهم و شانزدهم فلسطین طی سال‌های ۲۰۱۳ و ۲۰۱۴، معاون نخست وزیر فلسطین بوده و در دولت شانزدهم در سال ۲۰۱۴ نیز، در سمت وزیر اقتصاد ملی فلسطین مشغول به کار بوده است.
محمد مصطفی، تجربه کار بین‌المللی با دولت‌ها، موسسات جهانی و دانشگاه‌ها را نیز دارد. از جمله، وی حدود ۱۵ سال در سازمان بانک جهانی در واشینگتن، دی.سی. آمریکا، مشغول به کار بوده است. محمد مصطفی دو سال نیز به عنوان مشاور اقتصادی دولت کویت و در زمینه اصلاحات اقتصادی در آنجا فعالیت داشته است. وی همچنین دو سال به عنوان مشاور صندوق سرمایه‌گذاری عمومی در پادشاهی عربستان سعودی مشغول به کار بوده است. همچنین از محمد مصطفی برای تدریس در دانشگاه، از طرف دانشگاه جورج واشنگتن دعوت به عمل آمده و ایشان با قبول این دعوت، مدتی نیز به عنوان استاد دانشگاه در دانشگاه جورج واشنگتن در شهر واشینگتن دی.سی. پایتخت ایالات متحده آمریکا، به تدریس مشغول بوده است.

## زندگی و تحصیل
محمد مصطفی در ۲۶ اوت ۱۹۵۴ میلادی – ۴ شهریور ۱۳۳۳ شمسی در شهر كفر صور از استان طولکرم در کشور فلسطین به دنیا آمد. هنگامی که او کودک بود، مهاجمان اسرائیلی به شهر محل زندگی‌اش یورش بردند و خانواده محمد مصطفی را از خانه خود بیرون راندند، لذا آنها نیز به کشور کویت پناهنده شدند. سرانجام محمد مصطفی در رشته مهندسی برق از دانشگاه بغداد مدرک کارشناسی گرفت و مدرک کارشناسی ارشد و دکترای خود را نیز از دانشگاه جرج واشینگتن در آمریکا دریافت کرد.

## حرفه
محمد مصطفی، رئیس «صندوق سرمایه‌گذاری فلسطین (PIF)» نیز بوده است. او در بین سال‌های ۲۰۰۶ تا ۲۰۱۳ مدیر اجرایی (مدیر عامل) «صندوق سرمایه‌گذاری فلسطین (PIF)» بوده است. تحت رهبری او، «صندوق سرمایه‌گذاری فلسطین (PIF)» به یک موسسه سرمایه‌گذار برتر در فلسطین تبدیل شد. در دوران خدمت او، ۶۰ مورد سرمایه‌گذاری بلند مدت و ۱،۲ میلیارد دلار سرمایه‌گذاری خارجی سودآور انجام شد که همه به پیشرفت فلسطینی‌ها کمک شایان توجهی کرده است. در دوران خدمت محمد مصطفی، ۷۵،۰۰۰ فرصت شغلی برای فلسطینی‌ها ایجاد شد. محمد مصطفی در دوران خدمت خود به عنوان مدیر عامل «صندوق سرمایه‌گذاری فلسطین (PIF)»، چندین شرکت فلسطینی برجسته از جمله «الوطنية موبايل (Wataniya Mobile)»، «شرکت سرمایه‌گذاری املاک عمار»، «شرکت سرمایه‌گذاری املاک الریحان»، «شرکت تولید برق فلسطین»، «شرکت مدیریت دارایی خزانه» و «صندوق شراکت برای مشاغل کوچک» را تاسیس و رهبری کرد.
در سال ۲۰۱۴ و در دورانی که محمد مصطفی معاون نخست وزیر فلسطین بود، پس از یورش اسرائیل به غزه، وی علاوه بر قبول مسئولیت‌های دیگر، به عنوان «رئیس بازسازی غزه»  نیز انجام وظیفه می‌کرد.
محمد مصطفی قبل از پیوستن به «صندوق سرمایه‌گذاری فلسطین (PIF)»، با سازمان‌های بین‌المللی پیشرو در بازارهای جهانی نیز کار می‌کرد. محمد مصطفی در طول مدت حضورش در گروه بانک جهانی، در چندین موقعیت ارشد سازمانی و در بخش‌هایی از جمله «توسعه اقتصادی و اصلاحات»، «تامین مالی پروژه»، «توسعه بخش خصوصی»، «خصوصی‌سازی مخابرات» و «توسعه زیرساخت‌ها»، ایفای نقش می‌کرد. در طول مدت تصدی محمد مصطفی در بانک جهانی، وی علاوه بر مسئولیت‌های دیگرش، به عنوان موسس و مدیر اجرایی «شرکت مخابرات فلسطین (PalTel)» نیز مشغول به کار بود.
در ماه آوریل سال ۲۰۱۶ میلادی در «بزرگترین افشای فساد مالی سیاستمداران جهان» موسوم به اسناد پاناما، نام محمد مصطفی در برخی از این اسناد افشا شده بود، اسنادی که در آن‌ها ادعا می‌شد که محمد مصطفی از شرکت حقوقی موساک فونسکا در پاناما استفاده کرده تا از کشورهای عربی به تشکیلات خودگردان فلسطین، مخفیانه پول جا‌به‌جا کند و تحریم‌های اسرائیل علیه فلسطین را دور بزند.

### نخست وزیر فلسطین
در ۱۴ مارس ۲۰۲۴ میلادی مصادف با ۲۴ اسفند ۱۴۰۲ شمسی، محمود عباس، رئیس تشکیلات خودگردان فلسطین، محمد مصطفی را به عنوان نخست وزیر اولین دولت فن‌سالار در تاریخ فلسطین منصوب کرد. انتصاب وی به عنوان نخست وزیر، توسط برخی از جناح‌های سیاسی فلسطینی مانند حماس، جهاد اسلامی فلسطین، جبهه خلق برای آزادی فلسطین و جناح «ابتکار ملی فلسطین»، مورد انتقاد قرار گرفت. این جناح‌ها، سازمان فتح (جنبش آزادی‌بخش میهنی فلسطین، مهم‌ترین سازمان سیاسی و نظامی فلسطینی که در سال ۱۹۵۹ توسط یاسر عرفات و خلیل الوزیر با هدف آزادی فلسطین از سیطره اسرائیل از طریق مبارزات چریکی بنیان‌گذاری شد) را به «تشکیل دولت جدید بدون توافق عام و اتحاد ملی» متهم کردند و این اقدام را «تسخیر انحصارطلبانه قدرت» خواندند و آن را موجب «تفرقه بیشتر» بین فلسطینیان دانستند.

## زندگی شخصی
محمد مصطفی متاهل و دارای دو فرزند است.

## همچنین ببینید
- عملیات قالی جادویی
- مهاجرت دسته‌جمعی یهودیان از کشورهای عربی و اسلامی
- جنگ داخلی در فلسطین تحت قیمومت بریتانیا (۱۹۴۸–۱۹۴۷)
- شورش‌های ضدیهودی ۱۹۴۷ حلب
- بمب‌گذاری در هتل سمیرامیس
- بمب‌گذاری‌های خیابان بن یهودا
- عملیات نخشون
- کشتار الخصاص
- نقشه دالت
- آمی آیالون
- شورای ملی عمومی فلسطین
- شورای قانونگذاری فلسطین (نوار غزه)
- وزارت بهداشت فلسطین
- حملات هوایی نوار غزه (دسامبر ۲۰۰۸)
- صلاح زواوی
- عملیات صور
- عملیات‌های منتسب به اسرائیل در ایران
- موسسه دموکراسی اسرائیل
- شعارهای سیاسی دوران جمهوری اسلامی ایران
- مجادله جنگ علیه اسلام
- جنبش حوثی‌ها
- حمله ۲۰۲۲ ابوظبی
- یهودستیزی در ترکیه
- جهان در آتش (کتاب)
- حزب‌الله لبنان
- تاریخ یهودیان تحت حکومت مسلمانان
- ایرانیان اسرائیل
- خروج یهودیان ایران
- ماجرای کودکان یمنی (اسرائیل)
- پادشاهی اسرائیل (گروه)
- قطعنامه ۱۰۶ شورای امنیت
- قطعنامه ۱۰۷ شورای امنیت
- قطعنامه ۱۰۸ شورای امنیت
- عملیات نیزه سیاه